# 雷默 (科罗拉多州)
雷默（英語：Raymer），是美国科罗拉多州韦尔德县下属的一座城市。建市于1905年4月2日，面积大约为0.726平方英里（1.881平方公里）。根据2010年美国人口普查，该市有人口96人。2011年估计该市有人口98人，相比2010年人口增长率为2.08%。同时，论人口该市是科罗拉多州第258大城市。